# 2MASS

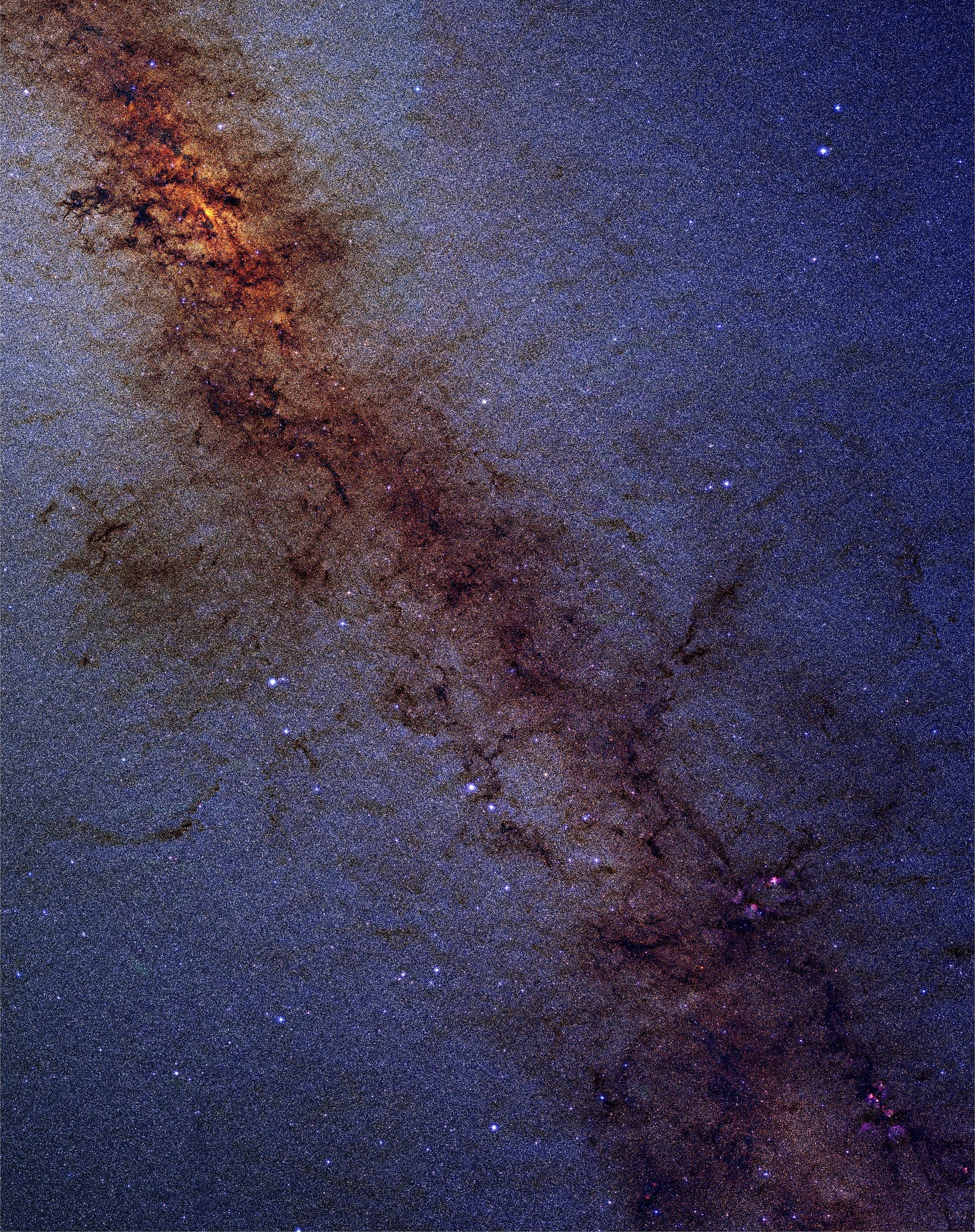
Het galactisch centrum (linksboven) gemeten door 2MASS

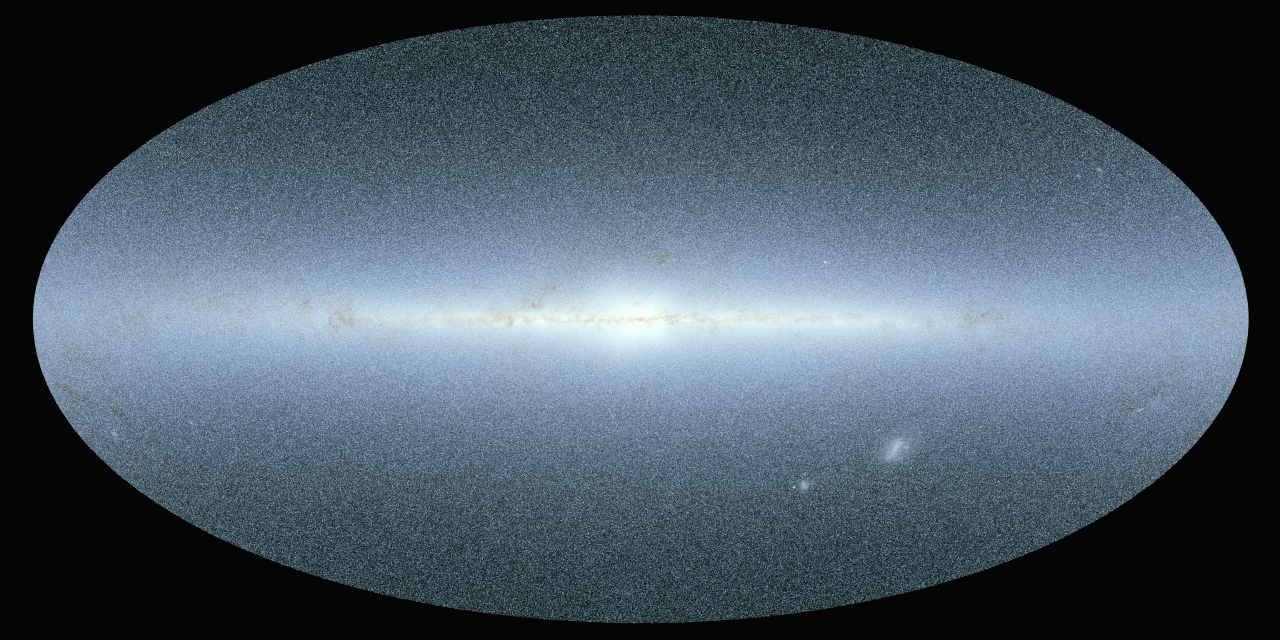
De verdeling over de hemel van 2MASS puntbronnen

De Two Micron All Sky Survey (2MASS) is een astronomische survey van de gehele hemel in het nabij-infrarood bij golflengten van 1,25 micron (J-band), 1,65 micron (H-band), en 2,17 micron (K-band). 
2MASS is een samenwerkingsproject van de University of Massachusetts (UMASS) en van het Infrared Processing and Analysis Center (IPAC) van het California Institute of Technology. De waarnemingen werden gedaan tussen 1997 en 2001 met twee automatische 1,3-m telescopen op het Fred-Lawrence-Whipple-Observatorium in Arizona voor de noordelijke hemel en op het Cerro Tololo Inter-American Observatory in Chili voor de zuidelijke hemel. De telescopen beschikten over camera's met drie kanalen voor de drie golflengtes met ieder 256x256 HgCdTe detectors.
De metingen resulteerden in grote en homogene hoeveelheid data die van belang zijn voor vele astronomische onderzoeken:
- Een digitale atlas van de gehele hemel in het nabij-infrarood met een resolutie van 4 boogseconden
- Een puntbroncatalogus met posities en magnituden van meer dan 470 miljoen sterren en andere onopgeloste objecten
- Een catalogus met uitgebreide bronnen met posities en magnituden van ongeveer 1,6 miljoen sterrenstelsels en andere uitgebreide objecten

De door 2MASS ontdekte objecten hebben namen zoals 2MASS J08354256-0819237, waarbij de getallen de rechte klimming en declinatie aangeven.